# Stelzenmühle
Stelzenmühle ist ein Wohnplatz des Gemeindeteil Unterschwarzach von Bad Wurzach.

## Lage
Der Weiler Stelzenmühle liegt ca. 200 m südlich von Eggmannsried auf dem nördlichen Ausläufer des Haisterkircher Rückens, nahe der Bundesstraße 465, die durch Eggmannsried verläuft. Er befindet sich südlich der Kreisstraße 7933 und unmittelbar neben Oberhaslach, das westlich liegt.

## Beschreibung
Das Ortsbild von Stelzenmühle, von Eggmannsried kommend, wird von einer Zimmerei und der Mühle geprägt. Neben diesen Gewerbebetrieben umfasst der Weiler drei Wohngebäude. Der Mühlbach fließt in süd-nord-Richtung durch den Ort.

## Verkehrsanbindung

### Straße
Zwischen Bad Wurzach im Osten und Oberessendorf im Westen entlang der Bundesstraße 465 besteht in Eggmannsried die Möglichkeit abzubiegen, wonach kurz nach Eggmannsried Stelzenmühle erreicht wird. Alternativ ist Stelzenmühle von der Kreisstraße 7933 zwischen Osterhofen und Eggmannsried über eine Abzweigung durch Oberhaslach erreichbar.

### Öffentliche Verkehrsmittel
Die nächste Bushaltestelle ist in Eggmannsried, der nächste Bahnhof in Bad Wurzach und der nächstgelegene Flughafen in Memmingerberg.

### Radverkehr
Stelzenmühle liegt an dem im Jahr 2022 fertiggestellten Radweg, der Osterhofen mit Eggmannsried verbindet. Obwohl keine direkte Anbindung an das Radnetz Baden-Württemberg besteht (der nächste Zugangspunkt befindet sich in etwa 1,5 Kilometern Entfernung bei Menhardsweiler), ist Stelzenmühle bei Radfahrern gut bekannt, da durch den Weiler der flachste Anstieg zur Grabener Höhe führt.

## Wirtschaft
Die Betriebe in Stelzenmühle weisen eine lange Tradition als Familienunternehmen oder Familienbesitz auf. Die Benedikt Willburger Zimmerei wird bereits in der sechsten Generation geführt, während die Mühle Stelzenmühle seit dem Jahr 1678 im Besitz derselben Familie ist.

### Stelzenmühle Herrman Gütler GmbH
Im 14. Jahrhundert wurde die Mühle im Auftrag des Chorherrenstifts Waldsee errichtet. Dieses veräußerte sie im Jahr 1492 an eine namentlich unbekannte Familie. 1678 erwarb die Familie Gütler die Mühle. Als eines der ersten Gebäude der Region verfügte sie über elektrischen Strom, erzeugt durch ein eigenes Wasserkraftwerk, und gilt als ältester noch produzierender Betrieb von Bad Wurzach. Neben dem klassischen Mahlen von Mehl werden Mehle für Fufu, Mehle für den Non-Food-Bereich (wie essbare Kinderknete) und sogar Trägerstoffe für Erdbeeraroma in Joghurt sowie Peelingmaterial für Kosmetika hergestellt.

### Willburger GmbH
Ursprünglich als reines Sägewerk gegründet, erweiterte das Unternehmen seine Geschäftsfelder sukzessive um die Bereiche Industrieverpackung und Zimmererarbeiten.

## KRITIS
Die Stelzenmühle in Stelzenmühle betreibt das Wasserkraftwerk T 214 mit einer Leistung von 9 kW. Bereits Ende des 19. Jahrhunderts errichtete die Stelzenmühle das erste Wasserkraftwerk zur Eigenstromerzeugung der Stelzenmühle. Die Stelzenmühle verfügte somit über elektrisches Licht, bevor es in der Stadt elektrisches Licht gab.